# Festival d'opéra de Savonlinna
Le Festival d'opéra de Savonlinna (en finnois : Savonlinnan oopperajuhlat) a lieu chaque été dans la ville de Savonlinna en Finlande. Le festival se tient dans le fort médiéval Olavinlinna (château d'Olav), construit en 1475, dans un environnement lacustre spectaculaire.

## Origine
La naissance du festival est liée à la revendication identitaire finlandaise et au combat pour l'indépendance du début du vingtième siècle.
Participant à une réunion nationaliste à Olavinlinna en 1907, la soprano finlandaise Aino Ackté, déjà renommée dans les opéras du monde entier et ardente patriote, comprit le potentiel du château comme lieu pour accueillir un festival d'opéra.
Le premier festival eut lieu en 1912.
Aino Ackté dirigea le festival pendant cinq étés en y programmant des opéras finlandais. 
Le seul opéra d'un compositeur non finnois fut le Faust de Charles Gounod, avec Aino Ackté dans le rôle principal de Marguerite.
En 1917, le festival fut supprimé, en raison de difficultés dues à la Première Guerre mondiale, à la déclaration d'indépendance de la Finlande et à la guerre civile finlandaise qui s'ensuivit.
Après 50 ans d'interruption, en 1967, Les jours musicaux de Savonlinna organisèrent une école d'opéra pour les jeunes chanteurs. L'élément saillant de cette école d'été fut la représentation du Fidelio de Beethoven au château Olavinlinna et cet événement est considéré comme la renaissance du Festival d'opéra de Savonlinna, qui dure un mois chaque été avec une audience d'environ 60 000 spectateurs. 

### Premières

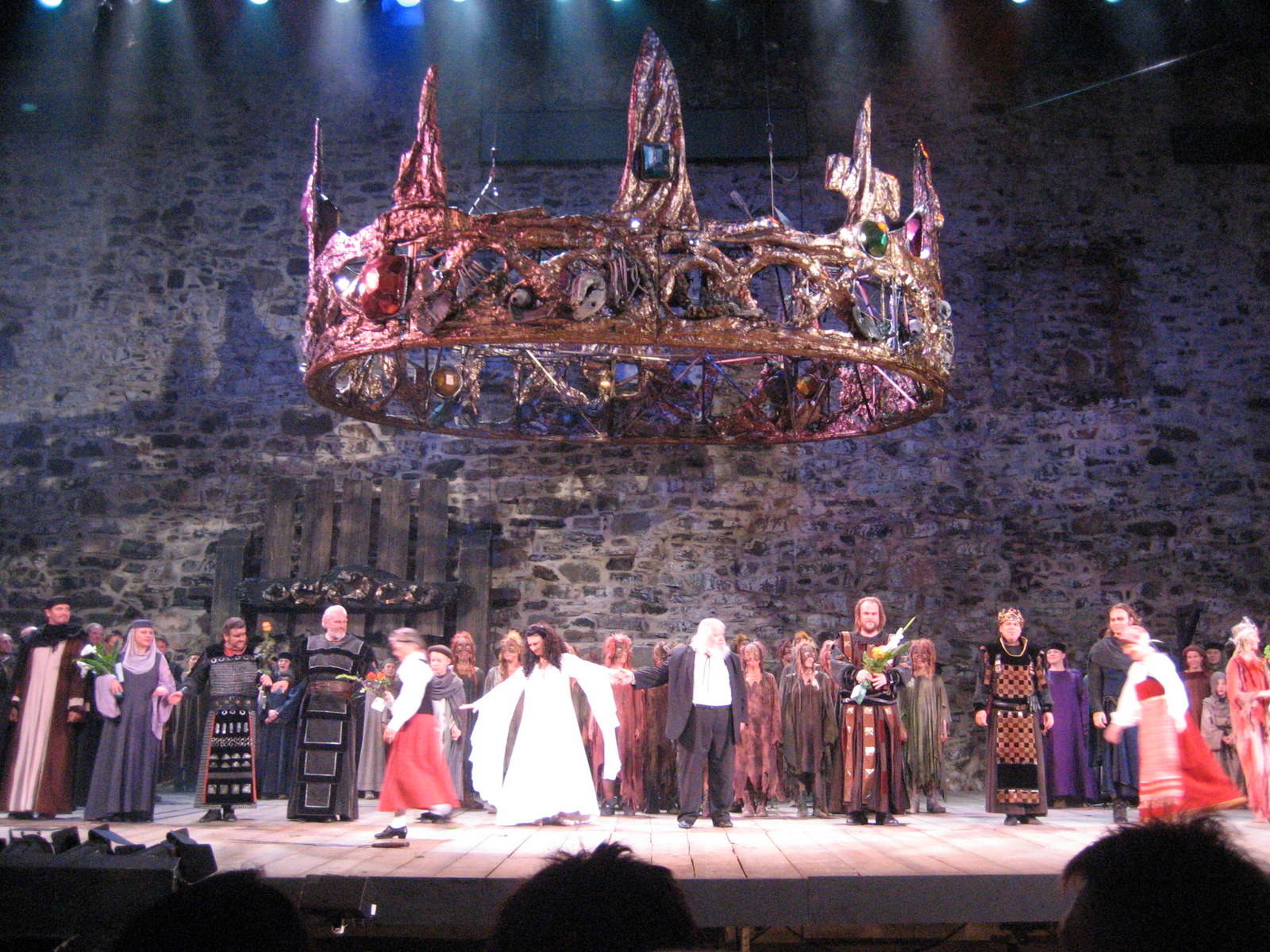
Applaudissements après Macbeth en 2007.

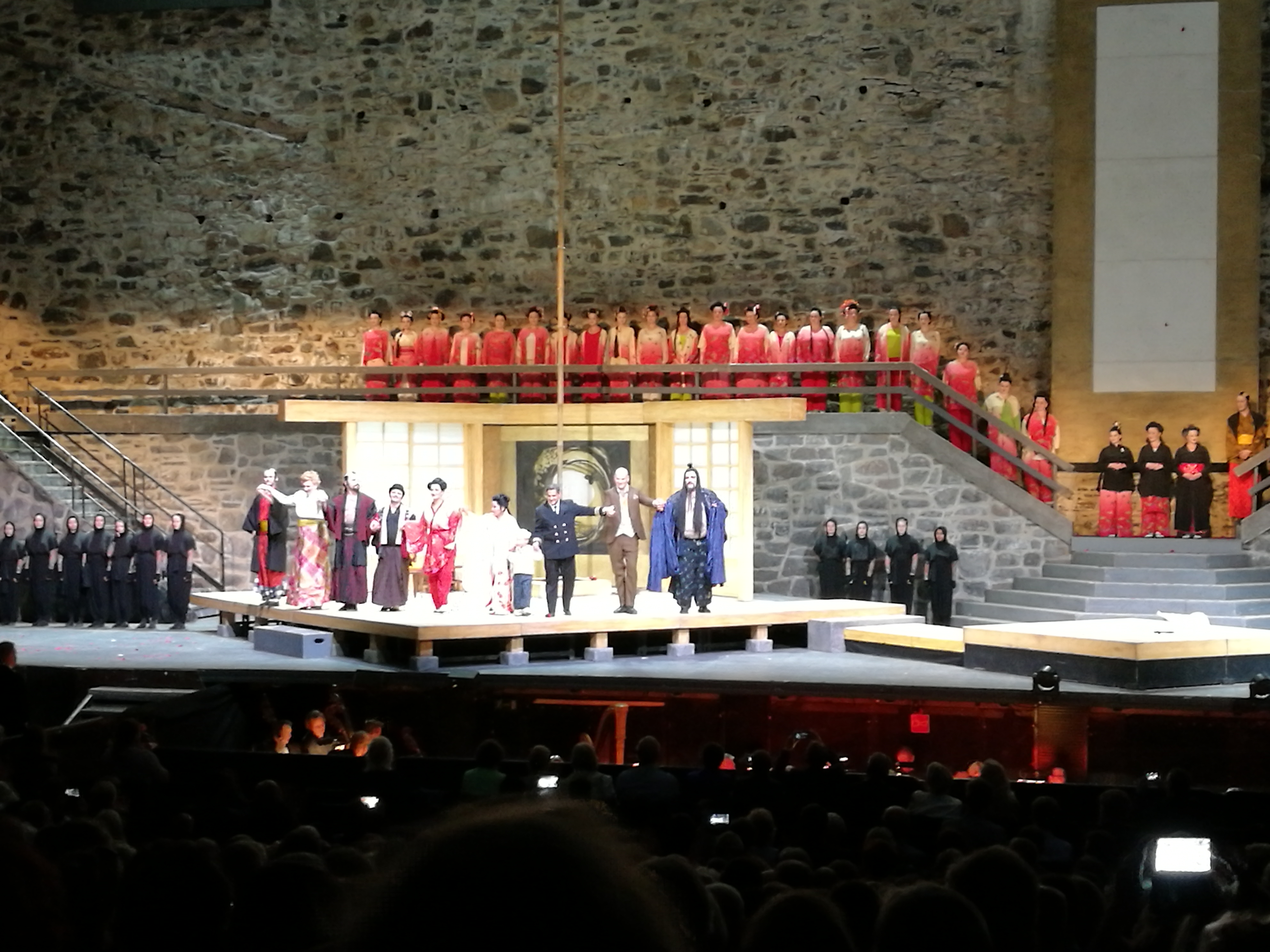
Applaudissements après Madame Butterfly en 2018.

Depuis 1967, de nombreux opéras ont tenu leur première lors du Festival d'opéra de Savonlinna: 
- Aulis Sallinen : Ratsumies (1975)
- Aulis Sallinen : Kuningas lähtee Ranskaan (1984)
- Paavo Heininen : Veitsi (1989)
- Aulis Sallinen : Palatsi (1995)
- Einojuhani Rautavaara : Aleksis Kivi (1997)
- Herman Rechberger, Olli Kortekangas et Kalevi Aho : Aika ja uni (2000-01)
- Jaakko Kuusisto : Koirien Kalevala (2004)
- Jukka Linkola : Hui kauhistus (2006)
- Olli Kortekangas : Isän tyttö (2007)
- Markus Fagerudd : Seitsemän koiraveljestä (2008)
- Kimmo Hakola: La Fenice (2012)
- Timo-Juhani Kyllönen: Norppaooppera (2013)
- Aulis Sallinen: Linna vedessä (2017)[2]

### Visites de compagnies d'opéra

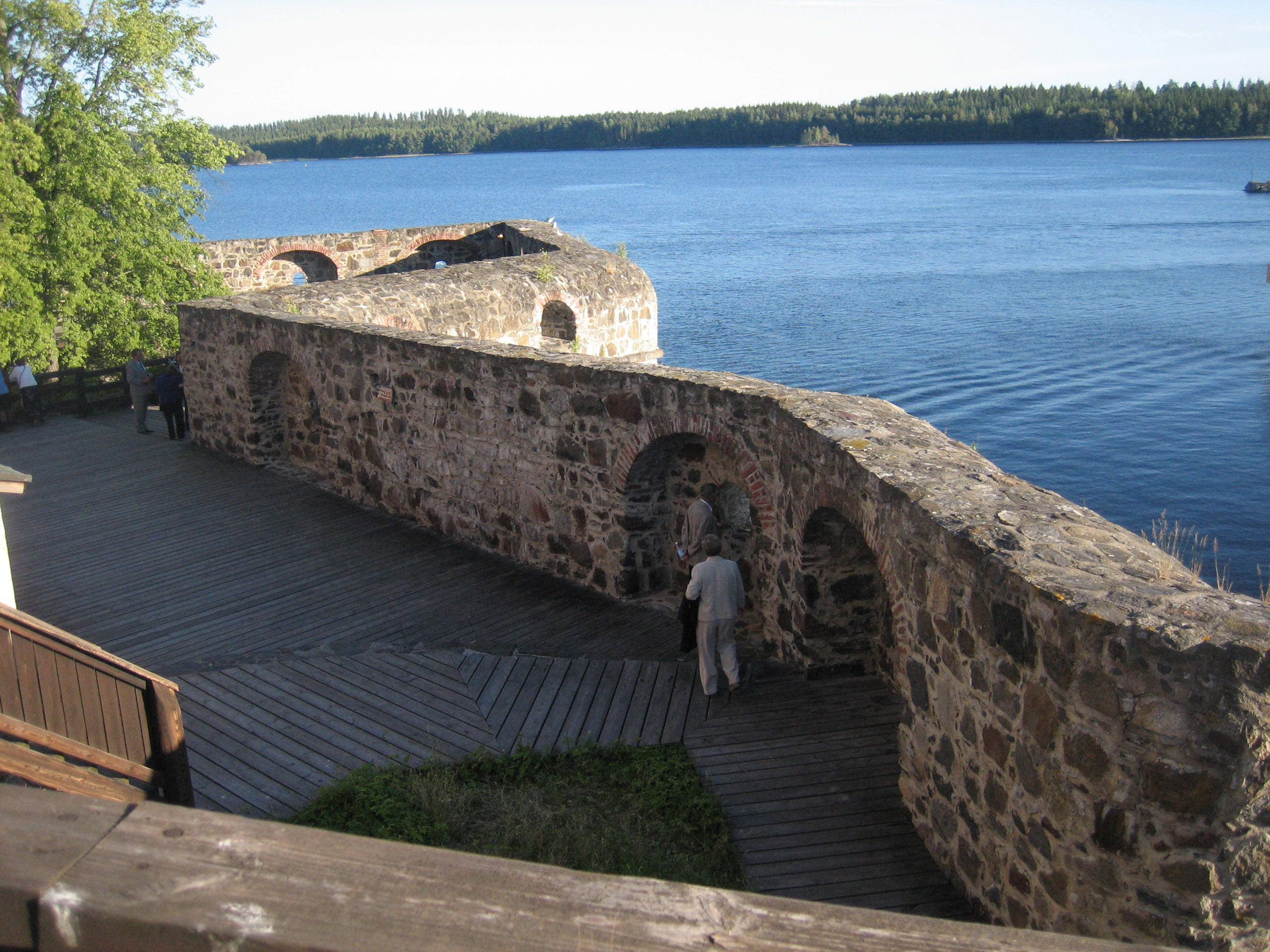
Vue du château Olavinlinna.

Le festival a accueilli de nombreuses compagnies comme :
- L'Opéra national estonien de Tallinn ;
- Le Théâtre Mariinsky de Saint-Pétersbourg ;
- Le Royal Opera House de Londres en 1998 ;
- L'Opéra national du Rhin de Strasbourg en 1999 ;
- Le Nouvel Opéra d’Israël en 2000 ;
- L'Opéra de Los Angeles en 2001 ;
- L'Opéra allemand du Rhin en 2002.

## Direction

### Directeur administratif
- Jan Hultin 2002-2012
- Jan Strandholm 2012-

### Directeur artistique
- Martti Talvela : 1972-1974[3]
- Timo Mustakallio : 1980-1984[3]
- Ralf Gothóni : 1984-1987[3]
- Walton Grönroos : 1988-1991[3]
- Jorma Hynninen : 1991-2002[3]
- Raimo Sirkiä : 2003 - 30 septembre 2007[3]
- Jari Hämäläinen : 1er octobre 2007 - 31 août 2013[3]
- Jorma Silvasti : 2013-2019[4]
- Ville Matvejeff : 2019-[4]

## Récompense
En 2024, il est couronné par un International Opera Award.